# قطاع الأعمال
في الاقتصاد، يُعرف القطاع التجاري أو قطاع الأعمال –والذي يُطلق عليه أحيانًا ببساطة "الأعمال"– بأنه ذلك الجزء من الاقتصاد الذي يتكون من الشركات". إنه جزء من الاقتصاد المحلي، مستثنيًا الأنشطة الاقتصادية للحكومة العامة، والأسر الخاصة، والمنظمات غير الربحية التي تخدم الأفراد. يُعتبر القطاع التجاري جزءًا من القطاع الخاص، لكنه يختلف في أن القطاع الخاص يشمل جميع الأنشطة غير الحكومية، بما في ذلك المنظمات غير الربحية، بينما يشمل القطاع التجاري فقط الأعمال التي تمارس بهدف الربح.
في الولايات المتحدة، شَكّل القطاع التجاري حوالي 78 في المئة من قيمة الناتج المحلي الإجمالي (GDP) اعتبارًا من 2000. وكانت لدى كل من الكويت وتوفالو قطاعات تجارية تمثل أقل من 40% من الناتج المحلي الإجمالي اعتبارًا من 2015.
في أنظمة الدول الرأسمالية، يشكل جزء كبير من القطاع التجاري جزءًا من القطاع العام.
في الاقتصادات المختلطة، قد تمتد الشركات المملوكة للدولة عبر أي تقسيم بين القطاع العام والقطاع التجاري، مما يسمح للمحللين باستخدام مفهوم "قطاع الشركات المملوكة للدولة".
يسجل قاموس أكسفورد الإنجليزي عبارة "القطاع التجاري" بالمعنى العام منذ عام 1934.
تشير استخدامات الكلمات إلى أن مفهوم "القطاع التجاري" بدأ في الاستخدام الواسع بعد عام 1940.
تشمل المصطلحات ذات الصلة في الأوقات السابقة "الطبقة البرجوازية" و"طبقة التجار".

## روابط خارجية

### الولايات المتحدة
- قطاع الأعمال: الإنتاجية، التعويض بالساعة، تكاليف العمالة الوحدة، والأسعار، معدلة موسمياً، مكتب إحصاءات العمل
- معلومات تنظيمية حسب القطاع التجاري، وكالة حماية البيئة الأمريكية
- قطاع الأعمال، مراكز السيطرة على الأمراض والوقاية منها

### المملكة المتحدة
- ، وزارة الأعمال والابتكار والمهارات
- قطاع الأعمال الخاص بك، Business Link
- القطاعات التجارية، UK Trade & Investment